# 聖公會阿馬教區
聖公會阿馬教區（英語：Diocese of Armagh）是聖公會愛爾蘭教會阿馬教省下面的一個教區。轄區包括唐郡、勞斯郡、阿馬郡和蒂龍郡。
教區由聖帕特里克創立於公元5世紀，座堂是聖帕特里克座堂。現任主教為理查德．克拉克，他同時也是阿馬大主教、全愛爾蘭主教長。